# Mesoleptus internecivus
Mesoleptus internecivus là một loài tò vò trong họ Ichneumonidae.